# Посольство Израиля на Украине
Посольство Государства Израиль в Киеве — официальное дипломатическое представительство Государства Израиль на Украине, отвечает за поддержку и развитие отношений между Израилем и Украиной.
Государство Израиль признало независимость Украины 25 декабря 1991 года. 26 декабря 1991 года были установлены дипломатические отношения между Украиной и Государством Израиль. В 1993 году в Киеве было открыто посольство Государства Израиль.

## Структура посольства
- Чрезвычайный и Полномочный Посол
- Заместитель Главы Миссии
- Торговый Атташе Государства Израиль на Украине, Глава торгово-экономического отдела
- Первый секретарь
- Советник
- Второй секретарь
- Директор Израильского культурного центра в Киеве
- Директор Израильского культурного центра в Одессе
- Директор Израильского культурного центра в Днепропетровске
- Директор Израильского культурного центра в Харькове

## Послы Израиля на Украине
- Цви Маген (1993—1998)
- Анна Азари (1998—2003)
- Наоми Бен-Ами (2003—2006)
- Зина Калай-Клайтман (2006—2011)
- Реувен Динель (2011—2014)
- Элиав Белоцерковский (2014—2018)
- Йоэль Лион (2018—2021)
- Михаил Бродский (с 2021)